# Burnout (Computerspielreihe)
Burnout ist eine von Criterion Games entwickelte Rennspiel-Reihe, die für verschiedene Spielkonsolen erschien, wobei bisher nur der Ableger Burnout Paradise auch für PC aufgelegt wurde. Publisher der ersten beiden Teile ist Acclaim Entertainment, seit Teil 3 Electronic Arts. In der Burnout-Reihe für die Konsolen PlayStation 2, PlayStation 3, Xbox, Xbox 360 und GameCube sind fünf Spiele erschienen: Burnout, Burnout 2: Point of Impact, Burnout 3: Takedown, Burnout Revenge und Burnout Paradise. Außerdem existiert mit Burnout Legends ein Ableger für die mobilen Konsolen PlayStation Portable und Nintendo DS. Dieser ist, ähnlich wie Burnout Dominator auf der PS2, kein komplett neu gestaltetes Spiel, sondern enthält Elemente der anderen Playstation-2-, Xbox- oder GameCube-Teile.
Burnout ist ein Arcade-Racer, was bedeutet, dass das Fahrverhalten und auch die Spielphysik erheblich von realen Gegebenheiten abweichen. Am besten erkennt man dies an der wirklich extrem hervorgehobenen Geschwindigkeit der Autos und deren leichter Lenkbarkeit bei diesem Tempo. In den Burnout-Spielen geht es nicht primär darum, als erster ins Ziel zu gelangen, sondern auch – oder vielmehr – dabei einen möglichst großen Schaden anzurichten. Tradition in allen Teilen ist der namensgebende Burnout – ein Turbo-Boost, welcher sich durch riskantes Fahren und in späteren Teilen auch durch Zusammenstöße wieder aufladen lässt.

## Burnout
Das erste Burnout-Spiel mit dem simplen Namen Burnout erschien im Jahre 2001 für die PS2 und war damals ein Neukömmling seines Genres. Die Xbox- und GameCube-Versionen erschienen einige Monate später, konnten allerdings durch etwas bessere Grafik noch mehr überzeugen.

## Burnout 2: Point of Impact
2002, nur ein Jahr nach dem erfolgreichen ersten Spiel brachte Criterion Games zusammen mit Acclaim Entertainment Teil zwei der Burnout-Reihe mit dem Namen Burnout 2: Point of Impact (deut. Aufprallstelle) heraus. Die Xbox- und GameCube-Versionen enthalten mehr Crash-Szenarien, die mit „Point of Impact“ eingeführt wurden.

## Burnout 3: Takedown
Im Karriere-Modus von Burnout 3: Takedown für Xbox und PS2 (2004) kann in verschiedenen Disziplinen (oder Spielmodi) gegen die Gegner und den Verkehr angetreten werden. Je nach gewähltem Spielmodus geht es entweder darum, als erster ins Ziel zu gelangen, eine bestimmte Anzahl Gegner zu crashen (Takedowns erzielen) oder in einem – vom Spieler selbst ausgelösten – Massencrash einen möglichst großen Schaden anzurichten. Eine ganz ausgeklügelte Neuerung sind die so genannten „Aftertouch-Takedowns“. Nachdem man einen Crash verursacht hat, kann man das eigene Auto während des Unfalls in Zeitlupe in einen anderen Gegner steuern und kann ihn auf diese Art mitreißen. Außerdem gibt es in diesem Spiel den so genannten „Road Rage“-Modus. Ziel ist eine bestimmte Zahl so genannter „Takedowns“ zu erreichen, d. h. die Gegner z. B. in den Gegenverkehr rammen, um diese zu zerstören.
Die Grafik bewegt sich für die alte Konsolengeneration auf hohem Niveau. Wegen der älteren Hardware tritt allerdings in der PS2-Version stärkeres Aliasing (oder auch Treppchenbildung bzw. Kantenflimmern) auf.
Burnout 3 war der erste Teil, der auf beiden Systemen online spielbar war.

## Burnout Revenge
Das Spiel setzte 2005 die Burnout-Reihe auf der PlayStation 2 und der Xbox fort. Dabei wurde das Gameplay weiter optimiert und neue Spielmodi hinzugefügt. Dazu gehören die Revenge-Rennen, ein Traffic-Attack-Modus, Crashbreaker-Rennen, Eliminator und ein geänderter Crash-Modus. Letzterer ist nun wesentlich komplexer und stellt höhere Anforderungen an den Spieler. Beim Traffic-Attack sticht hingegen die größte Änderung im Gameplay hervor. So kann man nun Fahrzeuge auf der eigenen Straßenseite rammen und diese beispielsweise in die Kontrahenten hinein schubsen, um so genannte Chassis-Takedowns auszuführen. Zusätzlich hinzugekommen ist, dass man ab dem 7. Rang/Stufe direkt nach einem Crash wie schon im Vorgänger sein Wrack lenken kann, um somit gewisse Aftertouch-Takedowns zu erreichen. Doch das Neue ist, dass man sogar das Wrack explodieren lassen kann, um weiter entfernte Gegner zu crashen (crashbreaker Takedowns). Außerdem fährt man in verschiedenen Städten z. B. Motor City. Weiterhin gibt es in diesem Teil wie auch im Vorgänger Burnout 3: Takedown Zeitrennen, in welchen der Spieler versuchen muss, so schnell wie möglich ins Ziel zu kommen.
Zudem wurde der Fuhrpark geändert und ist nun mehr auf reine Sportwagen und Sport-Coupes spezialisiert, statt Kompakt- und Kleinwagen anzubieten.
Des Weiteren haben die Entwickler die Möglichkeit Einzelrennen zu fahren aus dem Hauptmenü entfernt.
Der Dreh- und Angelpunkt ist der World-Tour-Modus, in dem man das Hauptaugenmerk auf die Bewertung des Spielers setzt. Dieser erhält für jedes Rennen eine gewisse Bewertung von bis zu 5 Sternen. Je mehr Sterne er sammelt, desto höher wird seine Gesamteinstufung. Hier liegt auch der Reiz des Spiels. So gibt es insgesamt 10 Stufen, die jeweils einige neue Renn-Events, Strecken und Fahrzeuge freischalten. Ist man im ersten Rang lediglich „Harmlos“, darf man sich im neunten Rang als „Rächer“ bezeichnen. Wer gerne alles erspielen möchte, muss zwangsläufig alle Challenges abschließen und in den höchsten Rang – den so genannten Elite-Rang – aufsteigen, indem er die vorgegebene „Gesamtsternezahl“ erreicht. Dazu ist es jedoch nicht nötig jedes Event mit 5 Sternen abzuschließen. Der Elite-Rang ist der höchste Rang des Spiels. Als Belohnung erhält der Spieler, der ihn erreicht, den 336 km/h schnellen Black-Eliteracer. Am 16. März 2006 erschien für die Xbox 360 eine grafisch verbesserte Version. Diese enthielt im Vergleich zu den anderen Versionen außerdem 10 neue Crash-Szenarien und einen erweiterten Onlinemodus.

## Burnout Legends
Burnout Legends (2005) ist das exklusiv für die PlayStation Portable und für den Nintendo DS entwickelte Spiel im Stil von Burnout 3: Takedown. Allerdings ist es nicht eine 1:1-Umsetzung, sondern ein Mix aus den bereits erschienenen Spielen der Burnout-Reihe, die Spielmodi basieren jedoch auf Burnout 3, die Musik wurde von Burnout Revenge übernommen.
Der Einzelspielerbereich ist in fünf Fahrzeugklassen unterteilt, wobei jede davon Events von den folgenden Spielmodi enthält: Rennen, Road Rage, Face Off, Eliminator, Burning Lap, Verfolgung oder Crash. Je nachdem wie gut man ein Event absolviert, gewinnt man eine Gold-, Silber- oder Bronzemedaille.

## Burnout Dominator
Am 22. März 2007 wurde Burnout Dominator für PS2 und PSP veröffentlicht. Er stellt den letzten Teil dar, welcher auf der PS2 veröffentlicht wird.

## Burnout Paradise
Burnout Paradise ist der sechste und neueste Teil der Burnout-Reihe. Im Gegensatz zu den vorherigen Teilen, bei denen es abgegrenzte Strecken gab, wird in Burnout Paradise eine frei befahrbare Stadt verwendet. Diese trägt den Namen Paradise City.
Außerdem ist dieses Spiel für den PC erhältlich.

## Burnout Paradise Remastered
Burnout Paradise Remastered ist ein Remaster von Burnout Paradise, das am 16. März 2018 erschien. Das Spiel entspricht im Wesentlichen Burnout Paradise, jedoch wurde die Grafik überarbeitet, sodass sie auch 4K unterstützt. Außerdem enthält BPR (Burnout Paradise Remastered) alle DLC-Inhalte des Vorgängers gratis.

## Spin Offs

### Burnout CRASH!
Seit Ende 2011 kann Burnout Crash! als Download für Xbox 360 und PlayStation 3 vom jeweiligen Online-Dienst bezogen werden. Dieses Spin-off-Spiel ist deutlich arcadelastiger als die anderen Burnout-Teile und zeigt das zu steuernde Fahrzeug aus der Vogelperspektive. Zum Vergleich mit anderen Spielern wurde das Autolog-System eingeführt, das z. B. bei Need for Speed: Hot Pursuit bereits verwendet wurde.
Von April 2012 bis September 2015 gab es Burnout Crash auch als App für das Apple iPad sowie das Apple iPhone.